# Aymen Dahmen
Aymen Dahmen (arabisch أيمن دحمان, DMG Aiman Daḥmān; * 28. Januar 1997 in Sfax) ist ein tunesischer Fußballtorhüter.

## Karriere

### Klub
Er wechselte zur Saison 2018/19 von der U21 der CS Sfax fest in deren erste Mannschaft. Mit diesen gewann er seitdem in den Spielzeiten 2018/19 und 2020/21 den Coupe de Tunisie.

### Nationalmannschaft
Er hatte seinen ersten Einsatz im Tor bei der tunesischen A-Nationalmannschaft am 28. März 2021 gegen Äquatorialguinea, während der Qualifikation für den Afrika-Cup 2022. Hier wurde er zur zweiten Halbzeit für Mouez Hassen eingewechselt. Nach zwei weiteren Freundschaftsspieleinsätzen war er auch im Kader der Endrunde des Afrika-Cup 2022 dabei, erhielt hier jedoch keinen Einsatz.